# 卫锦
卫锦（?—?），山西阳城人，清朝政治人物。同进士出身。
卫锦为乾隆三十四年己丑科进士。乾隆四十七年接替杨廷理任龙岩州知州一职，乾隆四十七年由金拱阊接任。